# Pinóquio
Pinóquio (em italiano Pinocchio) é uma personagem de ficção cuja primeira aparição se deu em 1883, no romance As Aventuras de Pinóquio escrito por Carlo Collodi, e que desde então teve muitas adaptações. Esculpido a partir do tronco de uma árvore por um entalhador chamado Geppetto numa pequena aldeia italiana, Pinóquio nasceu como um boneco de madeira, mas que sonhava em ser um menino de verdade. O nome Pinocchio é uma palavra típica do italiano falado na Toscana e significa pinhão (em italiano padrão seria pinolo).

## Nome
No romance, Geppetto explica que se chama Pinóquio porque é um nome muito conhecido:
| “ | Que nome lhe darei? — disse para si mesmo — Quero chamar-lhe Pinóquio. O nome dar-lhe-á sorte. Conheci uma família inteira de Pinóquios. Pinóquio o pai, Pinóquia a mãe e Pinóquios os meninos e todos estavam bem. O mais rico deles pedia esmola. | ” |

A origem do nome não é clara: se é verdade que pinóquio significa pinhão, existem muitos outros nomes similares com pin, que derivam de Pino, alcunha diminutiva de Giuseppino (diminutivo de Giuseppe - José em italiano) como o próprio Geppetto ou também de Filipino (de Filipe) e Iacopino (de Iacopo - Jacó). Por outro lado, Pinóquia indicava, no dialeto toscano antigo, uma galinha ou uma mulher pequena e um pouco gorducha, mas bem proporcionada.
No sentido de pinhão, pode-se resumir simbolicamente as características do personagem, como evidenciou também Gérard Génot: A "semente" como valor "filial, infantil", no seu próprio ser "de madeira", enfim "a carne na madeira, a germinação na dureza".
Outros preferem reclamar algum topônimo toscano que poderia ter sugerido o nome a Collodi. Em Colle di Val d'Elsa, onde foi aluno do seminário episcopal local havia uma fonte chamada "Fonte do Pinóquio". Segundo alguns poderia ter tomado também do moderno San Miniato Basso, que se chamava na época "Pinóquio", que é também o nome do rio que corre no meio da vila. Era uma localidade que Collodi conhecia bem: o pai de Carlo Lorenzini, Domenico, tinha morado por muitos anos na zona de Pinóquio trabalhando como cozinheiro em casa de uma rica família do lugar.